# Paquet de cigarettes neutre
Pour un article plus général, voir Paquet de cigarettes.

Le paquet neutre dans le monde :
Paquet neutre obligatoire
Loi adoptée mais pas encore en vigueur

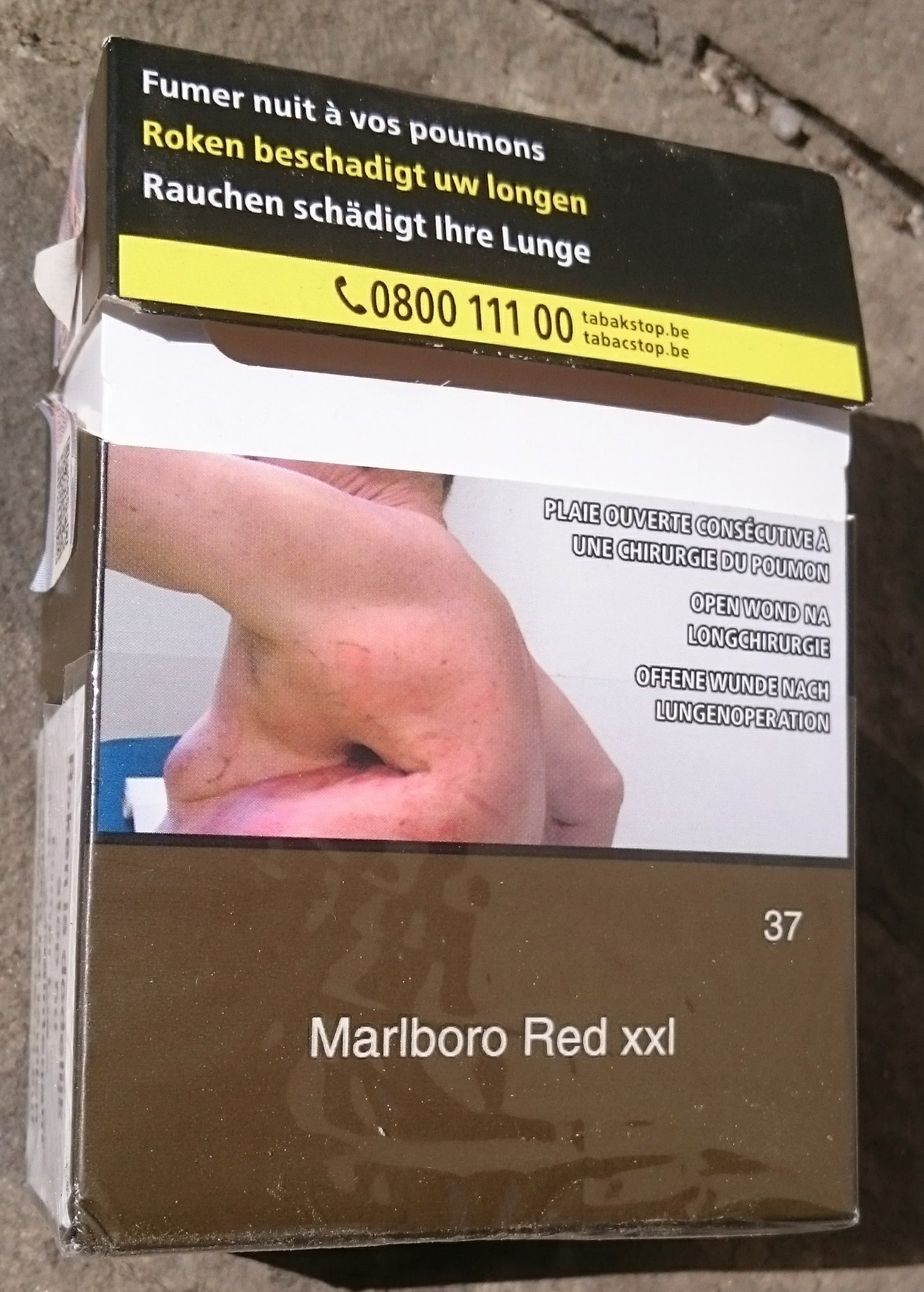
Paquet de cigarettes neutre en Belgique : typographie Helvetica sur fond Pantone 448 C.

Un paquet de cigarettes neutre, générique ou standardisé est un paquet de cigarettes dépourvu d'éléments de marketing. Il s'agit d'un paquet de couleur unie et ne portant aucun signe distinctif. Le nom de la marque, seul élément permettant de différencier les paquets, est rédigé dans une typographie standard sur fond uni. L'emballage peut également comporter un avertissement sanitaire.
La mise en place du paquet neutre obligatoire a pour objectif de réduire l'attractivité du paquet de cigarettes, dans le cadre d'une politique de santé publique de lutte contre le tabagisme. Elle fait partie des lignes directrice de la Convention-cadre de l'OMS pour la lutte antitabac.
Cette mesure est en vigueur en Australie, en France, au Royaume-Uni, en Nouvelle-Zélande, en Norvège, en Irlande, en Thaïlande, en Uruguay, en Arabie saoudite, en Slovénie, en Turquie, en Israël, au Canada, à Singapour, en Belgique, aux Pays-Bas, en Hongrie, au Danemark, à Guernesey, à Jersey, en Finlande, à Maurice, à Oman et en Géorgie. Elle est en attente d'application au Laos, en Arménie, en Birmanie, en Côte d'Ivoire et au Burkina Faso.

## Objectifs de la mesure

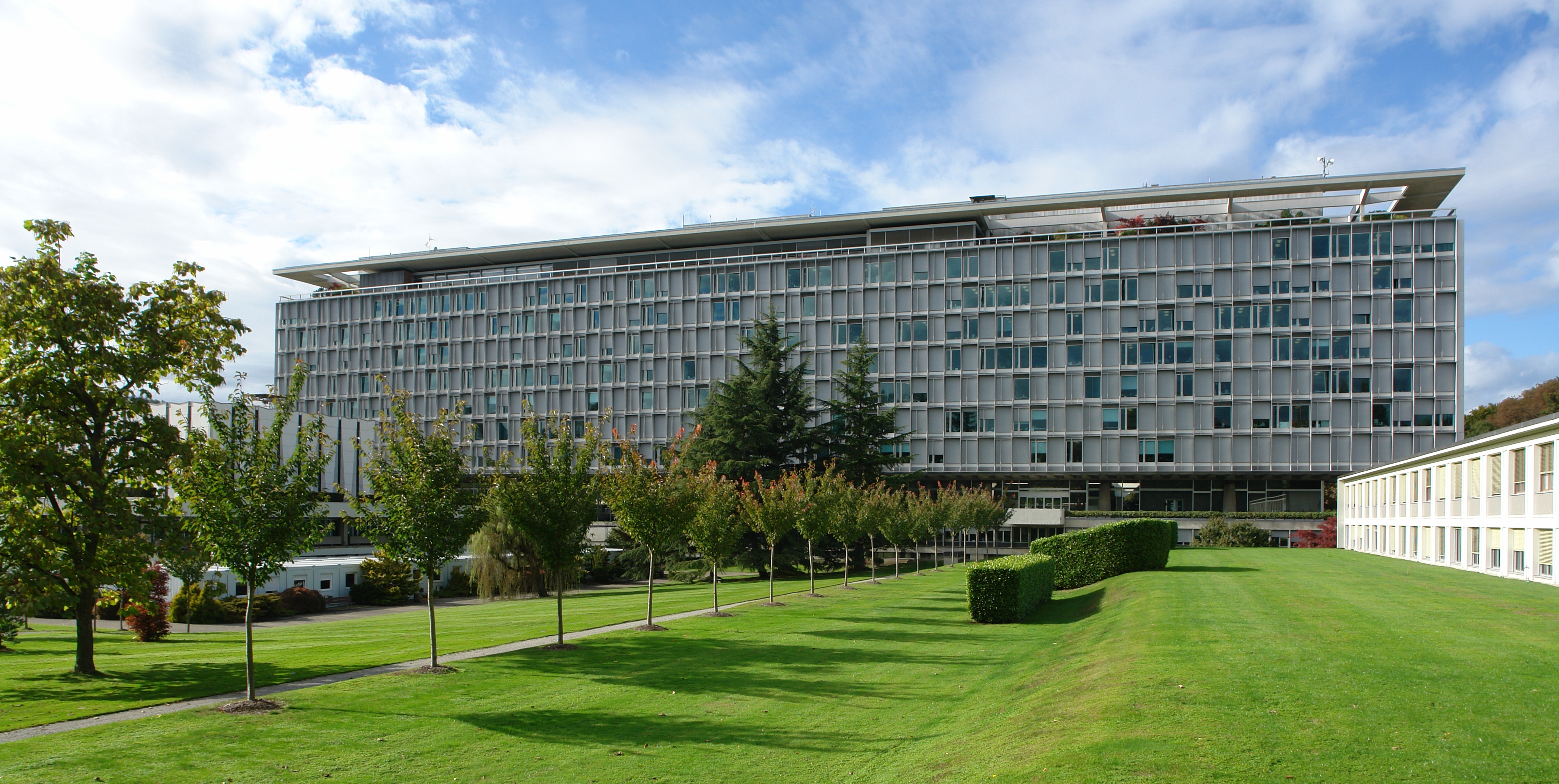
Siège de l'Organisation mondiale de la santé, à Pregny-Chambésy (GE).

L'objectif de cette mesure est de réduire l'attractivité des paquets de cigarettes, notamment auprès du jeune public.
L'instauration du paquet neutre est conseillée dans une directive pour l'application de l'article 11 de la Convention-cadre de l'OMS pour la lutte antitabac de 2013. En effet, cette directive énonce que l'adoption du paquet neutre « pourrait conférer plus de relief et d'efficacité aux messages et aux mises en garde sanitaires, en empêchant que la présentation de l'emballage ne détourne l'attention des consommateurs et en faisant échec aux techniques de design employées par l'industrie du tabac pour tenter de faire croire que certains produits sont moins nocifs que d'autres »,.
En 2016, lors de la Journée mondiale sans tabac, tenue le 31 mai, l'Organisation mondiale de la santé (OMS) a invité les gouvernements à se préparer à l'emballage neutre des produits du tabac.

## Effets

### Effets sur la consommation
L'analyse des effets du paquet de cigarettes neutre diffère selon les sources : plusieurs études commandées par des fabricants de tabac concluent à une absence d'effet significatif sur la consommation, tandis que les études indépendantes observent généralement que l'introduction du paquet neutre réduit le tabagisme. Une forte baisse du tabagisme des plus jeunes est constatée en Australie et en France à la suite de l'introduction du paquet neutre.
Selon plusieurs études publiées dans la revue médicale Tobacco Control, le paquet neutre en Australie a permis de diminuer l'attrait ressenti pour les paquets, d'améliorer la perception de l'avertissement sanitaire, et dans une certaine mesure de corriger les perceptions erronées sur les risques du tabac. Le taux d'essai d'arrêt du tabac serait également plus élevé.
Alors que, selon Philip Morris International, les ventes de cigarettes auraient augmenté de 0,3 % entre 2012 et 2013, les chiffres officiels font état d'une diminution de la part des fumeurs dans la population australienne, passée de 15,1 % à 12,8 % entre 2010 et 2013, également en raison de la hausse du prix des cigarettes,. Au cours de la période 2013-2016, le tabagisme n'a pas connu de baisse statistiquement significative pour les personnes âgées de 30 ans et plus, mais le tabagisme des adolescents (âgés de 12 à 19 ans) a fortement baissé : de plus de moitié en trois ans pour chacun des deux groupes d'âges considérés (12-17 et 18-19 ans), passant respectivement de 3,4 % à 1,5 % et de 10,8 % à 4,6 %.
Une étude du cabinet d'audit et de conseil KPMG, commandée par Philip Morris International, British American Tobacco et Imperial Tobacco, attribue la baisse des ventes domestiques à la hausse du prix des cigarettes et à la hausse de la contrebande. Cette dernière affirmation est réfutée par une étude publiée dans le British Medical Journal, qui ne trouve pas d'augmentation de la contrebande. Sir Cyril Chantler, chargé d'examiner les effets du paquet de cigarettes neutre à la demande du gouvernement britannique, conclut aussi que les résultats de l'étude de KPMG ne sont pas fiables, après avoir rencontré les experts de KPMG et ceux du gouvernement australien.
Une étude fondée sur des données empiriques montre qu'une baisse de 3,7 % de la prévalence du tabagisme en Australie peut être attribuée spécifiquement au paquet neutre dans l'année qui a suivi son introduction, même en tenant compte de la tendance longue à la baisse du tabagisme dans le pays et des fortes augmentations de taxe (de 25 %) en avril 2010. Selon les auteurs de cette étude, l'effet serait plus important que celui initialement prédit par les experts.
En France, une forte baisse du nombre de fumeurs est constatée en 2017, année où la mesure a été introduite, par rapport à l'année précédente. La baisse touche particulièrement les plus jeunes, de sorte que le nombre de personnes n'ayant jamais fumé a augmenté. D'autres mesures ont sans doute contribué à la baisse constatée, notamment une meilleure prise en charge des aides au sevrage tabagique et une hausse de la fiscalité sur le tabac. En novembre 2018, des chercheurs de l'Inserm (France) et du Centre for Behavioural Research in Cancer (Australie) publient une étude qui montre que l'introduction du paquet neutre a permis de réduire l'initiation au tabagisme chez les jeunes de 12 à 17 ans (passant de 26,3 % à 20,8 %), notamment chez les jeunes filles (passant de 25,2 % à 13,4 %), et que ce public perçoit désormais le tabagisme comme plus dangereux qu'avant la mise en place de la mesure,. L'étude repose sur les données de l'enquête DePICT (description des perceptions, images et comportements liés au tabac), réalisée juste avant et un an après l'introduction du paquet neutre en France.
Une accélération de la baisse de la consommation est également observée au Royaume-Uni à la suite de l'introduction du paquet de cigarettes neutre.

### Effets sur les prix
Alors que les fabricants de produits du tabac prévoyaient que la mesure se traduirait par une baisse des prix en raison d'une concurrence qui reposerait essentiellement sur le prix, l'effet inverse est observé au Royaume-Uni, où le prix des cigarettes augmente de 5 % au cours des 18 mois qui ont suivi l'entrée en vigueur du paquet neutre, tandis que le prix du tabac à rouler augmente de 8 %.

## Par pays
| Année | Pays et dates d'entrée en vigueur(1) |
| ----- | --- |
| 2012  | Australie (1er décembre) |
| 2017  | France (1er janvier), Royaume-Uni (21 mai)                                                                                                  |
| 2018  | Nouvelle-Zélande (6 juin), Norvège (1er juillet), Irlande (30 septembre)                                                                    |
| 2019  | Thaïlande (9 décembre), Uruguay (22 décembre)                                                                                               |
| 2020  | Arabie saoudite (1er janvier), Slovénie (1er janvier), Turquie (5 janvier), Israël (8 janvier), Canada (7 février), Singapour (1er juillet) |
| 2021  | Belgique (1er janvier), Pays-Bas (1er octobre)                                                                                              |
| 2022  | Hongrie (1er janvier(2)), Danemark (1er avril), Guernesey (1er août), Jersey (1er août)                                                     |
| 2023  | Finlande (1er mai), Maurice (31 mai(4)) |
| 2024  | Oman (1er juillet), Côte d'Ivoire (novembre(3)(5)), Laos (5 décembre(3))                                                                    |
| 2025  | Birmanie (31 mars), Géorgie (1er avril) |

| (1) | Sauf mention contraire, la date d'entrée en vigueur indiquée dans le tableau est le jour à partir duquel les détaillants n'ont plus le droit de vendre les paquets non neutres éventuellement encore en stock. |
| (2) | Les détaillants peuvent écouler les paquets non neutres sans limite de temps s'ils ont été achetés avant cette date. |
| (3) | La date indiquée est la date d'entrée en vigueur officielle de la mesure ; les détaillants pourront éventuellement écouler leurs stocks de cigarettes non conformes au-delà de cette date. |
| (4) | La date indiquée est une date d'entrée en vigueur théorique ; en pratique, la production des paquets répondant à la réglementation n'avait pas encore commencé à cette date. Les nouveaux paquets étaient en revanche déjà largement présents en mars 2024. Les détaillants peuvent continuer à vendre des paquets non neutres dans les zones destinées aux départs internationaux du port et des aéroports. |
| (5) | En avril 2025, la mesure n'était toujours pas appliquée. |

En outre, le paquet neutre est utilisé dans trois pays où les paquets sont importés de pays ayant adopté l'emballage neutre, soit Monaco (de France), les Îles Cook (de Nouvelle-Zélande) et Niue (d'Australie).

### Afrique du Sud
Une proposition de loi pour une lutte renforcée contre le tabagisme, incluant notamment une tentative d'introduction du paquet de cigarettes neutre, est déposée en 2018 en Afrique du Sud,. Elle est soutenue par les organisations locales de lutte contre le tabagisme comme le National Council Against Smoking, et par l'Organisation mondiale de la santé. Elle est critiquée par Japan Tobacco International et par le Tobacco Institute of Southern Africa,.
La proposition est transmise au Parlement en octobre 2022.

### Arabie saoudite
Le 12 septembre 2018, l'Arabie saoudite annonce son intention d'adopter le paquet neutre à l'Organisation mondiale du commerce,.
En décembre 2018, l'autorité de l'Alimentation et du Médicament, s'appuyant sur un décret royal de 2017 qui lui confie la compétence de normaliser les produits du tabac, confirme cette décision. Les importateurs doivent s'y conformer depuis le 1er mai 2019 (la production de cigarettes est interdite en Arabie saoudite). Ils ont pu vendre les produits non conformes à la nouvelle réglementation jusqu'au 1er janvier 2020.

### Arménie
En février 2020, l'Assemblée nationale de l'Arménie vote une loi instaurant le paquet neutre. La loi entre en vigueur le 21 mars 2020. La mesure relative au paquet neutre doit entrer en vigueur le 1er janvier 2024,.

### Australie
L'Australie est le premier pays à mettre en place le paquet neutre. La mesure a été introduite le 1er janvier 2012. Depuis le 1er décembre 2012, seuls les paquets neutres sont autorisés à la vente.
Tous les paquets de cigarettes du pays sont brun-vert kaki (Pantone 448 C), sans logo ni signe distinctif. Les marques sont mentionnées au bas du paquet, avec une typographie unique, le reste de la surface du paquet étant occupé par des messages d'avertissement sur les dangers du tabac et des photographies considérées comme choquantes.

### Belgique

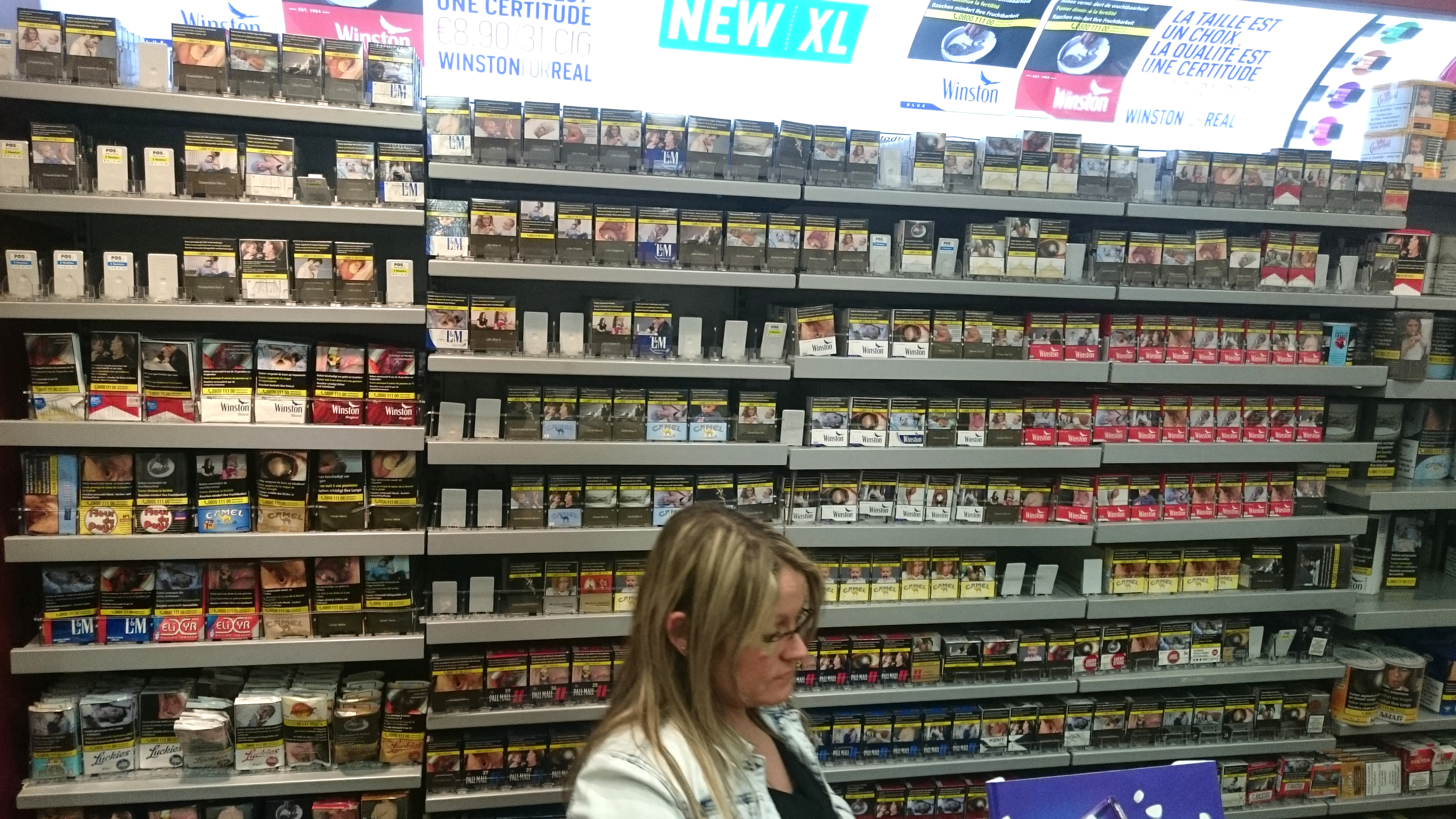
Boutique à Liège début 2020 lors de la transition vers le paquet neutre.

En Belgique, le 24 mars 2015, la commission Santé publique de la Chambre belge se prononce contre l'adoption du paquet neutre proposée par Catherine Fonck. Le cabinet de la ministre de la Santé, Maggie De Block, se dit dans l'attente d'« une évaluation approfondie de l'expérience australienne ».
En avril 2016, la ministre annonce que la mesure fait partie de son plan anti-tabac et devrait être introduite en 2019, mais deux ans plus tard aucune annonce concrète n'avait encore été faite. Pour certains observateurs, la crainte que la mesure puisse se traduire par une baisse de la consommation aurait conduit le SPF Finances à retarder son entrée en vigueur,.
En septembre 2018, la décision est prise d'adopter le paquet neutre. Selon un sondage réalisé en mars 2018 auprès de 3 500 Belges, 61 % des sondés (et la moitié des fumeurs) sont pour et 23 % contre.
Le projet d'arrêté royal est soumis le 19 janvier 2019 aux membres de l'Organisation mondiale du commerce, qui disposaient de 60 jours pour formuler des observations. L'arrêté est publié le 17 mai 2019. Il instaure le paquet neutre au 1er janvier 2020. Les détaillants disposaient d'un an pour écouler leur stock de cigarettes non conformes, soit jusqu'à la fin de l'année 2020,.
Le paquet neutre est obligatoire pour les cigarettes, le tabac à rouler et le tabac pour pipes à eau, et pour les produits connexes comme le papier, les tubes et les filtres pour cigarettes.

### Birmanie
Le 12 octobre 2021, le ministère de la Santé de la Birmanie adopte un arrêté instaurant le paquet de cigarettes neutre. Cet arrêté devait entrer en vigueur le 10 avril 2022,. Le 1er avril 2022, la date d'entrée en vigueur est repoussée au 1er janvier 2023. Les produits non conformes peuvent être vendus pendant 90 jours à compter de cette date. La mesure est repoussée une deuxième fois le 27 septembre 2022, cette fois jusqu'au 31 décembre 2023, puis une troisième fois en novembre 2023, jusqu'au 31 décembre 2024 ; le délai supplémentaire de 90 jours au-delà de cette date est maintenu.

### Burkina Faso
En 2010, le Burkina Faso adopte une loi aux termes de laquelle les paquets de cigarettes doivent comporter des avertissements sanitaires, et établissant que les modalités précises relatives au conditionnement et à l'étiquetage des produits du tabac sont du ressort réglementaire,. Le décret d'application 2011-1051 du 30 décembre 2011 dispose que les emballages ne doivent pas comporter de couleurs, de logo ni d'image de marques, mais son entrée en vigueur est retardée sous la pression de l'industrie du tabac. L'arrêté d'application est finalement signé le 7 avril 2015. Les fabricants disposent d'un délai d'un an pour se conformer au décret et ne distribuer que des paquets neutres assortis d'images de prévention,,, mais les industriels du tabac ne le respectent toujours pas le 7 avril 2016 selon l'Observatoire du tabac en Afrique francophone. Le Dr Smaïla Ouédraogo, ministre de la Santé du Burkina Faso, appelle l'industrie du tabac à se conformer au décret à l'occasion de la Journée mondiale sans tabac du 31 mai 2016.
Face au refus d'Imperial Brands, à travers sa filiale la manufacture burkinabé de cigarettes (MABUCIG), d'appliquer le décret instituant le paquet neutre et obligeant les fabricants à faire figurer des messages de sensibilisation aux dangers du tabac sur les paquets de cigarettes, le ministère de la Santé du Burkina Faso décide de porter l'affaire en justice, lors d'un procès qui doit initialement se tenir le 31 janvier 2017. Le procès est reporté à deux reprises à la demande de la MABUCIG, au 28 février puis au 21 mars,,. En avril 2017, comme la MABUCIG conteste la constitutionnalité de la loi qu'on lui reproche de ne pas respecter, le tribunal de grande instance de Bobo-Dioulasso lui enjoint de saisir le Conseil constitutionnel ; la MABUCIG fait appel de cette décision, arguant que ce serait au tribunal de grande instance de le faire,. Cet appel gèle la procédure pendant an ; un nouveau procès devait s'ouvrir le 30 avril 2018.
À partir du 1er juillet 2019, le Burkina Faso décide d'appliquer strictement la loi en matière d'avertissements sur les paquets de cigarettes, mais la question des paquets neutres n'est plus évoquée.
En mars 2025, un décret instaure finalement le paquet neutre.

### Canada
En novembre 2015, le Premier ministre canadien Justin Trudeau fait part dans la lettre de mandat de la ministre de la Santé Jane Philpott qu'il souhaite qu'elle fasse du paquet de cigarettes neutre l'une de ses priorités,,. En 2016, la branche canadienne de l'organisation libertarienne Students for Liberty milite contre le projet du gouvernement Justin Trudeau d'obliger les fabricants de tabac à utiliser des emballages neutres pour leurs produits.
Le 23 mai 2018, une loi autorisant Santé Canada à prendre des mesures pour instaurer le paquet de cigarettes neutre est promulguée. Le 22 juin 2018, la ministre de la Santé, Madame Ginette Petitpas Taylor, annonce le lancement de consultations publiques sur le projet d'instaurer des paquets neutres pour les produits du tabac. Les consultations ont lieu du 23 juin au 6 septembre 2018.
Le 1er mai 2019, un règlement daté du 23 avril 2019 est publié dans la Gazette du Canada. Il dispose que les paquets de cigarettes vendus par les fabricants doivent être neutres à partir du 9 novembre 2019. Les détaillants disposaient d'une période transitoire de 90 jours, de sorte que la mesure s'applique pour eux à compter du 7 février 2020. La couleur et la forme des paquets sont réglementées, ainsi que l'apparence des cigarettes. Le paquet neutre s'applique également au cannabis.

### Côte d'Ivoire
Le 26 janvier 2022, le conseil des ministres de Côte d'Ivoire adopte un décret instituant le paquet de cigarettes neutre. Les ordonnances correspondantes sont promulguées en juin 2024 ; la réglementation doit entrer en vigueur en novembre 2024. Le 24 avril 2025, la mesure n'était toutefois toujours pas appliquée.

### Danemark
Le 15 décembre 2020, le Folketing (parlement danois) adopte une loi qui prévoit l'introduction du paquet de cigarettes neutre, au niveau de la production le 1er juillet 2021 et au niveau de la vente au plus tard le 1er avril 2022,,. La loi est promulguée le 21 décembre 2020 ; elle entre en vigueur le 1er janvier 2021.

### Finlande
Une proposition de loi présentée le 26 avril 2021 par le ministère des Affaires sociales et de la Santé de la Finlande contient des dispositions instituant le paquet neutre, qui prendraient effet à partir de 2023. Cette proposition est approuvée le 16 mars 2022 par le Parlement de Finlande. La loi entre en vigueur le 1er mai 2022. Les dispositions relatives au paquet neutre entrent en vigueur le 1er mai 2023,,,.

### France
En France, le paquet neutre est adopté en décembre 2015 dans le cadre de la loi de modernisation du système de santé, pour une application à partir du 20 mai 2016. Le Conseil constitutionnel, saisi par Les Républicains le 21 décembre 2015, entérine cette disposition le 21 janvier 2016. Depuis le 1er janvier 2017 seuls les paquets neutres peuvent être vendus. La mesure ne s'applique pas en Nouvelle-Calédonie.
Préalablement, le 3 avril 2015, les députés français ont approuvé en première lecture le projet de loi Santé défendu par la ministre de la Santé, Marisol Touraine, dont un amendement prévoit l'introduction des paquets neutres en France à compter de mai 2016. L'amendement est toutefois supprimé le 22 juillet 2015 par la commission des Affaires sociales du Sénat, par l'intermédiaire d'un autre amendement, déposé par le sénateur socialiste Richard Yung et voté avec l'appui des sénateurs républicains majoritaires au sein de cette institution,,. L'amendement du sénateur Yung propose de se limiter à la transposition a minima de la directive sur les produits du tabac (2014/40/UE) de l'Union européenne, qui prévoit que les messages sanitaires doivent occuper au moins 65 % de la surface des faces avant et arrière des paquets, contre 40 % alors en France. Le sénateur met en avant les risques de contrefaçon et la protection du droit des marques, s'appuyant dans son argumentaire sur une étude réalisée par le cabinet KPMG pour le compte de Philip Morris International,. L'amendement instaurant le paquet neutre est toutefois rétabli de justesse par les députés le 25 novembre 2015 par 56 voix contre 54.
Au cours de l'année 2015, l'industrie du tabac a mené avec l'agence Rivington une grande opération de lobbying (rendez-vous en tête-à-tête, colloques à proximité du palais Bourbon, amendements clés en main, collecte de signatures de parlementaires, manifestation de petits producteurs de tabac devant l'ambassade de France en Indonésie, mobilisation des buralistes, etc.). Elle s'appuie sur des députés sensibles à l'industrie du tabac comme Jean-Louis Dumont, Alexis Bachelay et Frédéric Barbier afin de tenter, sans succès, de faire échec à cette mesure.
Le décret d'application de la loi sur le paquet de cigarettes neutre est publié le 22 mars 2016, pour une entrée en application au 20 mai 2016. À partir de cette date, les industriels sont tenus de ne produire que des paquets neutres pour le marché français. Les produits du tabac non conformes peuvent être distribués aux détaillants pendant six mois suivant la date d'entrée en vigueur de ce décret, soit jusqu'au 20 novembre. Les buralistes ayant quelques semaines supplémentaires pour écouler leurs stocks, les paquets neutres sont les seuls paquets vendus dans les bureaux de tabac à partir du 1er janvier 2017. Les fabricants de tabac ont souhaité profiter au maximum de la période de grâce dont ils disposaient, de sorte qu'ils ont décidé de vendre plus de paquets que nécessaire aux buralistes avant le 20 novembre 2016, pour être certains que ces derniers en aient jusqu'à la fin de l'année. Pour les convaincre d'accroître leur stock, ils ont eu recours à des commissions, une pratique illégale mais peu sanctionnée alors que les services des douanes étaient mobilisés par l'état d'urgence. Les taxes déjà payées par les buralistes sur les paquets invendus leur ont été remboursées, tandis que les paquets étaient repris par le distributeur Logista pour être détruits.

### Géorgie
Le 1er mai 2018, une loi prévoyant l'instauration du paquet de cigarettes neutre et d'autres mesures de lutte contre le tabagisme entre en vigueur en Géorgie,. Le règlement devait entrer en vigueur en 2018, mais la date a été repoussée une première fois à fin 2022. Les normes relatives au paquet de cigarettes neutre sont approuvées le 16 mai 2022 ; elles doivent entrer en vigueur à partir du 31 décembre 2022. Le 13 décembre 2022, la date d'entrée en vigueur de la mesure est de nouveau reportée, cette fois jusqu'au 31 juillet 2024. Le 16 octobre 2023, une loi est soumise au Parlement de Géorgie pour permettre aux distributeurs d'écouler les stocks de paquets non conforme jusqu'au 1er avril 2025,,.

### Guernesey
Une réglementation instaurant le paquet de cigarettes neutre entre en vigueur à Guernesey le 31 juillet 2021. Une période de transition d'un an est prévue pour écouler les stocks de paquets non conformes. Depuis le 1er août 2022, seuls les paquets neutres peuvent être vendus,.

### Hongrie
Un décret entré en vigueur en août 2016 prévoyait que les paquets de cigarettes vendus en Hongrie devaient être neutres au plus tard le 20 mai 2019,, mais la période de transition est prolongée en décembre 2018 à la demande de l'Association des détaillants de tabac : la mesure ne prend finalement effet qu'au 1er janvier 2022,. Les détaillants ont pu écouler les cigarettes non conformes après le 31 décembre 2021, sans limite de temps, si celles-ci avaient été livrées avant cette date,.

### Irlande
Le 26 février 2015, l'Irlande a approuvé une loi instaurant le paquet de cigarettes neutre à partir de mai 2016. La loi a été signée par le président Michael D. Higgins le 10 mars 2015. Alors qu'elle devait entrer en vigueur le 20 mai 2016, elle n'a toutefois pas été promulguée à la date prévue, et n'est entrée en vigueur que le 30 septembre 2017. Les fabricants ont pu écouler leur stock jusqu'au 30 septembre 2018,,.

### Israël
Le 8 janvier 2019, la Knesset vote une loi sur la publicité des produits du tabac en Israël. Le texte inclut des dispositions instituant le paquet neutre dans son amendement no 7, qui est entré en vigueur le 8 janvier 2020.

### Jersey
Le 3 juillet 2017, le ministère de la Santé de l'île de Jersey donne instruction à ses services de rédiger une loi instituant le paquet neutre. Le texte de la décision (référence MD-HSS-2017-0063) précise qu'une coordination avec l'île de Guernesey est souhaitable pour assurer la compatibilité des règles s'appliquant aux produits du tabac vendus sur les deux îles. À la suite de la décision de Guernesey d'instaurer le paquet neutre, une proposition en faveur d'une réglementation similaire est débattue par les États de Jersey le 30 juin 2021. Les États de Jersey approuvent la proposition à une large majorité (34 voix pour et 3 contre). Comme à Guernesey, la loi entre en vigueur le 31 juillet 2021. Les cigarettes et le tabac à rouler non conformes ont pu être importés jusqu'au 31 décembre 2021 et les détaillants ont pu écouler leur stock jusqu'au 31 juillet 2022,,.

### Laos
Le Laos introduira le paquet de cigarettes neutre à partir du 5 décembre 2024. En janvier 2025, Lao Tobacco Ltd, une filiale de l'entreprise britannique Imperial Brands, ne respectait toutefois toujours pas la loi et continuait à vendre des paquets de cigarettes non conformes.

### Maurice
Le 1er novembre 2018, le Conseil des ministres de Maurice décide de mettre en place le paquet neutre à partir de juin 2019.
Le 30 mai 2019, à l'occasion de la journée mondiale sans tabac, le représentant de l'Organisation mondiale de la santé à Maurice félicite le ministre de la Santé et de la Qualité de la vie pour les résultats significatifs obtenus en matière de contrôle du tabac, et plus particulièrement pour les progrès réalisés dans la finalisation de la réglementation relative à l'emballage neutre des produits du tabac.
Le 31 mai 2020, à l'occasion à nouveau de la journée mondiale sans tabac, le ministre de la Santé Kailesh Jagutpal réitère l'intention du gouvernement d'introduire le paquet de cigarettes neutre dans le pays.
Il est de nouveau question de cette mesure en mai 2022,. La mesure est initialement envisagée pour une mise en œuvre à partir du 31 décembre 2022,. En décembre 2022, la date d'entrée en vigueur est repoussée au 31 mai 2023. Par ailleurs, la mesure est allégée : les cigares et cigarillos, initialement concernés par la mesure, sont exemptés, et les boutiques hors-taxe des zones dédiées aux départs internationaux de l'aéroport international Sir-Seewoosagur-Ramgoolam, de l'aéroport de Plaine Corail et du port pourront continuer à vendre des paquets non neutres,,.
La nouvelle réglementation entre officiellement en vigueur le 31 mai 2023, mais une période de transition est prévue pour permettre aux producteurs de produire des paquets conformes aux nouvelles directives, puis aux importateurs et aux détaillants d'écouler leurs stocks. Un délai de six à neuf mois est probable avant que les premiers paquets neutres fassent leur apparition chez les détaillants. En mars 2024, un opérateur impliqué dans la vente de cigarettes estimait que la période de transition pourrait durer jusqu'au mois de juin 2024.

### Norvège
En 2015, la Norvège notifie son intention d'adopter une loi instaurant le paquet neutre auprès de l'Organisation mondiale du commerce (notification G/TBT/N/NOR/23 relatives aux barrières techniques au commerce), afin de recueillir d'éventuelles observations formulées par d'autres pays membres de l'organisation.
La décision d'introduire les paquets neutres est annoncée le 31 mars 2017 et entre en vigueur le 1er juillet de la même année. Les vendeurs de tabac disposent alors d'une période de transition d'un an pour écouler les stocks de paquets ordinaires. Depuis le 1er juillet 2018, seuls les paquets neutres sont autorisés à la vente,. L'obligation d'emballage neutre s'applique aussi au snus, produit interdit dans tous les pays de l'Union européenne, à l'exception de la Suède qui dispose d'une dérogation.

### Nouvelle-Zélande
Le 6 juin 2017, la Nouvelle-Zélande promulgue un décret en Conseil prévoyant l'introduction des paquets de cigarettes neutres le 14 mars 2018. Les paquets ne répondant pas à la nouvelle norme ont pu être écoulés pendant 12 semaines à compter de cette date,,. Depuis le 6 juin 2018, seuls les paquets neutres peuvent être vendus.

### Oman
En février 2023, Oman promulgue un décret instaurant le paquet neutre. La mesure est entrée en vigueur le 4 avril 2024,. Les fabricants et les importateurs peuvent écouler les anciens paquets jusqu'à la fin du mois d'avril, tandis que les détaillants peuvent le faire jusqu'au 30 juin.

### Pays-Bas
En avril 2019, le secrétaire d'État à la Santé, au Bien-être et aux Sports des Pays-Bas, Paul Blokhuis, fait part de son intention de mettre en place le paquet de cigarettes neutre dès 2020. Un projet de loi élaboré en conseil des ministres le 28 juin 2019 prévoit une entrée en vigueur du paquet neutre le 1er juillet 2020 pour les cigarettes et le tabac à rouler,,.
L'entrée en vigueur est ensuite repoussée au 1er octobre 2020,. Le report est acté par un décret publié le 14 mars 2020. Il est dû à l'intervention de la Slovaquie puis de la Tchéquie, qui ont émis des réserves auprès de l'Union européenne à propos de la décision néerlandaise. Aux termes d'un règlement du 20 avril 2020, publié le 4 mai, les détaillants disposaient d'un an à compter du 1er octobre 2020 pour écouler les paquets non conforme à la nouvelle réglementation.
L'accord national de prévention de 2018, édulcoré sous la pression du lobby du tabac selon des journalistes de The Investigative Desk et Follow The Money, dispose que le paquet neutre s'applique aussi aux cigares et aux cigarettes électroniques.

### Royaume-Uni
Le 11 mars 2015, le Royaume-Uni a voté une loi instaurant le paquet neutre à partir du 20 mai 2016. Depuis le 21 mai 2017, seuls les paquets neutres sont autorisés à la vente.

### Singapour
Le 31 octobre 2018, le ministre de la Santé de Singapour annonce son intention d'introduire le paquet neutre dans le pays. La taille des images de prévention est agrandie de 50 à 75 % de la surface des paquets. Une loi en ce sens est adoptée par le Parlement de Singapour le 11 février 2019. La mesure entre en application le 1er juillet 2020. Une période transitoire du 1er avril au 30 juin 2020 a permis aux fabricants, aux grossistes et aux détaillants de s'adapter à la nouvelle réglementation.

### Slovénie
Le 15 février 2017, le Parlement slovène adopte à l'unanimité une loi instaurant le paquet neutre pour les produits du tabac à partir du 1er janvier 2020,,,.

### Sri Lanka
En avril 2018, le Conseil des ministres du Sri Lanka approuve une proposition pour introduire le paquet de cigarettes neutre.

### Suède
En Suède, un comité a été chargé par le ministre de la Santé de transposer la directive européenne 2014/40/UE sur les produits du tabac et d'examiner la possibilité de légiférer pour la mise en place du paquet neutre. Le rapport du comité, présenté en 2016, conclut que l'introduction du paquet neutre pourrait permettre de réduire la consommation de tabac, qu'elle serait compatible avec la Convention européenne des droits de l'homme, le droit des marques, le droit du design industriel, les règles de l'Organisation mondiale du commerce et de l'Union européenne, et la principale des lois fondamentales de la Constitution de la Suède, la Regeringsformen [forme de gouvernement], mais qu'elle nécessiterait la modification d'une autre loi fondamentale de la Constitution, l'acte sur la liberté de la presse ; le comité recommande donc de ne pas introduire cette disposition dans la proposition de loi sur le tabac à ce stade.

### Suisse
Le 5 décembre 2014, le conseiller national suisse Pierre-Alain Fridez dépose une motion en faveur du paquet neutre. Le Conseil fédéral demande à l'Assemblée fédérale de la rejeter,.

### Taïwan
Le 13 février 2017, Taïwan notifie son intention de modifier la loi relative à la prévention du tabagisme auprès de l'Organisation mondiale du commerce (notification G/TBT/N/TPKM/264). Les membres de l'OMC disposent alors de 60 jours pour formuler des observations, soit jusqu'au 14 avril 2017. Une des dispositions concerne l'instauration du paquet neutre.

### Thaïlande
Le 14 décembre 2018, la Thaïlande adopte une loi qui instaure le paquet de cigarettes neutre,. La loi entre en vigueur le 10 septembre 2019 et prévoit que tous les produits du tabac doivent être vendus dans des emballages neutres. Les cigarettes produites ou importées avant cette date pouvaient être vendues pendant 90 jours après l'entrée en vigueur de la loi, soit jusqu'au 8 décembre 2019 inclus,.

### Turquie
Le 5 décembre 2018, une loi instaurant le paquet de cigarettes neutre est publiée et entre en vigueur en Turquie (loi no 7151).
La réglementation correspondante est publiée le 1er mars 2019 ; elle entre en vigueur le 5 juillet 2019. La production des paquets neutres commence le 5 décembre 2019 ; depuis le 5 janvier 2020, seuls les paquets conformes à la réglementation peuvent être vendus.

### Union européenne
En 2010, l'Union européenne lance une consultation publique sur une proposition de révision de la directive 2001/37/EC qui concerne les avertissements sanitaires, les limites sur les composés toxiques, etc. des produits du tabac. La consultation inclut une proposition pour imposer le paquet neutre, à laquelle le commissaire John Dalli s'oppose.
La directive 2014/40/EU du 3 avril 2014 rend obligatoire l'agrandissement des avertissements sanitaires sur les paquets, lesquels doivent désormais recouvrir 65 % de leur superficie. Les États membres sont libres d'aller plus loin et d'instaurer le paquet neutre.
En 2021, la Commission européenne recommande au Parlement et au Conseil d'« œuvrer (...) en faveur d’un conditionnement neutre », dans le cadre du réexamen de plusieurs directives portant sur le tabac.

### Uruguay
Le 6 août 2018, le président de la République de l'Uruguay Tabaré Vázquez signe un décret instituant le paquet de cigarettes neutre. Aux termes de ce décret, les entreprises de tabac disposent de six mois pour appliquer la mesure. Parallèlement, le Parlement examine un projet de loi sur le même thème, soumis par l'exécutif en novembre 2017. Un recours déposé par British American Tobacco est toutefois accepté le mois suivant par la justice uruguayenne, qui suspend la mesure.
Une loi instituant le paquet neutre est finalement promulguée le 21 décembre 2018,. Un décret d'application est signé le 29 avril 2019,. Le paquet neutre entre en vigueur le 22 décembre 2019 pour tous les produits du tabac,. En cas d'infraction, des sanctions croissantes sont prévues pour les détaillants, allant jusqu'à la fermeture des commerces concernés.
Le 2 septembre 2022, le gouvernement du président Luis Alberto Lacalle Pou édicte un nouveau décret qui affaiblit le décret d'origine. L'application de ce décret est suspendue par une décision de justice le 19 octobre 2022.

### Autres pays
Des discussions ont aussi lieu en Colombie, en Malaisie, aux Fidji, en Jordanie, au Costa Rica, au Botswana, en Iran, au Mexique, au Panama, en Russie, en Tchéquie, à Hong Kong, en Espagne et en Indonésie.

## Débats juridiques et économiques
Depuis son apparition dans le débat public, le principe du paquet de cigarettes neutre entraine de nombreux débats au niveau international, pour des raisons touchant principalement à la libre circulation des marchandises et à la propriété intellectuelle. Certains producteurs de tabac s'inquiètent par ailleurs des conséquences d'une possible baisse du tabagisme sur leur activité.

### Libre circulation des marchandises au sein de l'Union européenne
En 2014, plusieurs pays européens (la Bulgarie, l'Espagne, la Grèce, la Pologne, le Portugal, la Roumanie, la Slovaquie et la Tchéquie) émettent des réserves auprès de l'Union européenne à propos de l'adoption du paquet neutre envisagée alors par l'Irlande. Les mêmes pays ainsi que la Hongrie et la Lituanie expriment aussi des réserves quand le Royaume-Uni émet le souhait d'adopter une loi similaire. Ces pays objectent que l'instauration du paquet neutre serait un obstacle à la libre circulation des marchandises au sein du marché unique européen. Depuis, l'Union européenne n'a pas émis d'avis défavorable à ces projets avant la date limite — le 18 décembre 2014 pour l'Irlande et le 2 mars 2015 pour le Royaume-Uni — si bien que ces deux pays ont pu voter des lois instaurant le paquet neutre en 2016 et 2017.

### Propriété intellectuelle et droit des marques
À la suite de l'introduction du paquet neutre en Australie, Philip Morris International intente un procès contre l'Australie au nom d'un traité de commerce et d'investissement entre l'Australie et Hong Kong. L'industriel est débouté le 18 décembre 2015 par la cour d'arbitrage.
La République dominicaine émet également des réserves à propos de la décision prise par le Royaume-Uni et l'Irlande. En réponse à cela, l'Union européenne prend position en faveur du paquet neutre et défend la décision de ses deux États membres lors d'une réunion du conseil de l'OMC relatif à l'Accord sur les aspects des droits de propriété intellectuelle qui touchent au commerce,.
En 2014, peu après que Marisol Touraine a déclaré souhaiter instaurer le paquet neutre en France, les cigarettiers français annoncent qu'ils déposeront un recours devant le Conseil d'État si le projet de loi est adopté. Ils remettent en question la légalité de cette mesure, considérant que l'État viole leurs droits de propriété intellectuelle et le droit des marques. Le 23 décembre 2016, le Conseil d'État rejette l'ensemble des recours des buralistes et fabricants de tabac contre la généralisation obligatoire du paquet de cigarettes neutre en France.

### Plainte auprès de l'Organisation mondiale du commerce
En 2013, cinq pays (Cuba, le Honduras, l'Indonésie, la République dominicaine et l'Ukraine) contestent l'instauration par l'Australie des paquets neutres auprès de l'Organisation mondiale du commerce (OMC). La plainte porte à la fois sur la libre circulation des marchandises et sur la propriété intellectuelle. Les requérants font valoir que la mesure mise en œuvre par l'Australie représenterait un obstacle technique au commerce, et qu'il contreviendrait à l'Accord sur les aspects des droits de propriété intellectuelle qui touchent au commerce (TRIPS en anglais).
Les entreprises de tabac ne peuvent pas contester directement la décision d'un pays auprès de l'OMC. British American Tobacco reconnait toutefois apporter un soutien financier à l'Ukraine dans le cadre de sa plainte. Le 28 mai 2015, l'Ukraine, qui n'exporte pas de tabac vers l'Australie, suspend sa plainte auprès de l'OMC, initiée par le gouvernement précédent.
Le 28 juin 2018, l'OMC rejette les plaintes des quatre autres pays,. En matière de restriction du commerce, le panel observe que le commerce n'est entravé par le paquet neutre que dans la mesure où la consommation de produits du tabac baisse, un objectif de santé publique légitime qui prime sur la liberté du commerce. En matière de protection de la propriété intellectuelle, il observe que l'accord « TRIPS » n'instaure pas un droit pour les entreprises d'utiliser leurs marques, mais les protège contre une utilisation de ces marques par d'autres entreprises. Le Honduras et la République dominicaine font appel de cette décision. Le 9 juin 2020, l'organe d'appel de l'OMC rejette leur demande et confirme la décision du panel.

### Effet sur les producteurs de tabac
Le 9 mai 2015, plusieurs centaines de producteurs de tabac manifestent contre l'instauration du paquet neutre par la France devant son ambassade en Indonésie, pays dans lequel le tabac représente un secteur économique important.